# Anisothecium recurvimarginatum
Anisothecium recurvimarginatum är en bladmossart som beskrevs av Iishiba 1929. Anisothecium recurvimarginatum ingår i släktet Anisothecium och familjen Dicranaceae. Inga underarter finns listade i Catalogue of Life.